# Jacek Prześluga
Jacek Prześluga (ur. 23 listopada 1959) – polski politolog, dziennikarz, specjalista w zakresie marketingu i public relations, menedżer z branży kolejowej. 

## Kariera
Absolwent Wydziału Nauk Społecznych Uniwersytetu im. Adama Mickiewicza w Poznaniu.
W latach 80. XX w. pracował jako dziennikarz w Gazecie Poznańskiej. W 1989 był twórcą kampanii wyborczej Henryka Stokłosy przed wyborami do Senatu, a następnie asystentem senatora Stokłosy. W późniejszym okresie Prześluga był redaktorem naczelnym pilskiego Tygodnika Nowego, następnie kierownikiem działu w redakcji Głosu Wielkopolskiego oraz zastępcą redaktora naczelnego Gazety Poznańskiej. 
W latach 1996–1998 roku pełnił funkcję prezesa zarządu spółki WiL Lobbying, od roku 1999 pełnił funkcję rzecznika prasowego i dyrektora biura marketingu w przedsiębiorstwie informatycznym Prokom. W latach 2000–2004 był wiceprezesem spółki Polski Fundusz Kapitałowy S.A.
W latach 2004–2005 był dyrektorem do spraw marketingu i rzecznikiem prasowym PKP S.A. W 2005 objął posadę prezesa PKP Intercity, którą sprawował do 2006. W roku 2006 przez redakcję miesięcznika Forbes uznany jednym z 10 najlepszych menedżerów spółek Skarbu Państwa.
W kampanii wyborczej w 2007 był doradcą Lewicy i Demokratów, później zaś doradzał w sprawach public relations Januszowi Palikotowi, ówczesnemu posłowi Platformy Obywatelskiej. Jest autorem strategii wielu kampanii wyborczych i biznesowych. W okresie od 2006 do 2009 był prezesem agencji doradztwa marketingowego Look At oraz prezesem agencji reklamowej Locomotiva. Członek wielu rad nadzorczych.
W okresie od grudnia 2009 do grudnia 2011 był członkiem zarządu PKP S.A. odpowiedzialnym za rewitalizację polskich dworców kolejowych, a także prezesem spółki zależnej Dworzec Polski. Oprócz tego publikuje artykuły na temat kolei dużych prędkości i zarządzania przedsiębiorstwami kolejowymi w czasopismach branży kolejowej, m.in. w Rynku Kolejowym.
W 2007 wydał książkę „Gudzowaty”, biografię Aleksandra Gudzowatego, polskiego biznesmena z branży gazowej. Jest też współautorem książki Janusza Palikota „Poletko Pana P.” oraz autorem 11 edycji „Kalendarza Szalonego Małolata”. Od roku 2012 prowadzi własny portal internetowy zajmujący się content marketingiem pod nazwą „Prześluga Content 2.0”.
W latach 2013–2014 pełnił funkcję prezesa fundacji Pro Kolej.